# Dresdner
Dresdner er en hønserace, der stammer fra Tyskland.
Hanen vejer 2,75-3 kg og hønen vejer 2-2,5 kg. De lægger årligt 180 gyldenbrune æg à 55-61 gram. Racen findes også i dværgform.

## Farvevariationer
- Hvid
- Gyldenbrun
- Brun
- Sort
- Rustagerhønefarvet